# Triton (réacteur)
Pour les articles homonymes, voir Triton.
Le réacteur Triton, implanté sur le centre CEA de Fontenay-aux-Roses, était un réacteur nucléaire de recherche de type « piscine » entré en service en 1959. Sa puissance maximale était de 6,5 mégawatts. La pile Triton est construite pour l'étude des écrans protecteurs. Elle utilisait comme combustible nucléaire de l'uranium enrichi de fabrication américaine.
Une seconde pile d'une puissance maximale de 600 kW, Néréide, était placée dans le grand compartiment de la piscine de Triton. L'ensemble constituait l'installation nucléaire de base n°10 (INB 10).
La mise à l'arrêt définitif de ces installations est intervenue entre 1981 et 1982. Après assainissement et démantèlement des réacteurs Triton et Néréide, l'INB 10 a été déclassée en installation classée pour la protection de l'environnement (ICPE) soumise à autorisation en 1987.
Le démantèlement complet des réacteurs Néréide et Triton a été achevé à la fin de l'année 2004. 